# D. J. MacHale
Donald James "D.J." MacHale (n. 11 martie 1955, Greenwich, Connecticut, SUA) este un scriitor american, regizor de film și producător executiv. A lucrat la emisiuni ca TV Are You Afraid of the Dark?, Flight 29 Down sau Seasonal Differences. MacHale este autorul unor populare serii de cărți pentru tineret ca Pendragon și Morpheus Road.

## Biografie
Donald James MacHale s-a născut la 11 martie 1955 în Greenwich, Connecticut. În timpul școlii, a avut mai multe slujbe, printre care strângerea de ouă la o fermă de păsări, gravarea trofeelor sportive și spălarea veselei într-un restaurant, în timp ce se ocupa și de fotbal american și de alergări. 
După absolvire, MacHale a studiat la Universitatea din New York și a absolvit cu o licență în arte (BFA) în producția de filme. El nu a fost preocupat niciodată de scris până la facultate, unde profesorul scenarist (Pat Cooper) i-a schimbat viziunea.

## Lucrări
- ABC Afterschool Special (serial TV)
- Are You Afraid of the Dark? (serial TV)
- The Tale of Cutter's Treasure (film)
- The Tale of the Dangerous Soup (film)
- Tower of Terror' (film)
- Flight 29 Down (serial TV)
- Seasonal Differences (serial TV)
- Ghostwriter (serial TV)
- Encyclopedia Brown, Boy Detective (seria de filme)
- Pendragon: Journal of an Adventure Through Time and Space (Serie de cărți)

Seria Pendragon este formată din The Merchant of Death (2001), The Lost City of Faar (2001), The Never War (2002), The Reality Bug (2002), Black Water (2003), The Rivers of Zadaa, The Quillan Games, The Pilgrims of Rayne, Raven Rise și The Soldiers of Halla. Seria descrie aventurile lui Bobby Pendragon, un adolescent american care descoperă că trebuie să călătorească prin timp și spațiu pentru a preveni distrugerea celor zece "teritorii": locuri critice în univers (câte un loc descris în fiecare carte a seriei). În The Reality Bug (2003) lumea ce trebuie salvată se referă la imaginația popoarelor. Oamenii își creează propriile lumi fantastice și trăiesc în interiorul viselor lor. Seria a vândut peste un milion de exemplare.
- East of the Sun and West of the Moon (Adaptare scrisă)
- Chris Cross (serial TV)
- The Guide to the Territories of Halla, (2005):  oferă informații despre seria de cărți Pendragon , Black Water inclusiv despre epocă, terenuri, evenimente, valută și recreere
- Morpheus Road (Serie de cărți)
- The Monster Princess (Picture Book)
- SYLO, STORM, and STRIKE
- The Library

## Vezi și
- Listă de autori de literatură științifico-fantastică
- Listă de oameni din statul Connecticut